# Jean de Hauteclocque
Jean Marie François, Comte de Hauteclocque (* 11. Februar 1893 in Fontainebleau, Département Seine-et-Marne, Frankreich; †  27. September 1957 in Bermicourt, Département Pas-de-Calais, Frankreich) war ein Beamter der französischen Kolonialverwaltung und Diplomat.

## Leben
Jean de Hauteclocque, ein Cousin des Marschall von Frankreich Jacques-Philippe Leclerc de Hauteclocque, hatte zahlreiche Verwendungen innerhalb der Kolonialverwaltung inne, ehe er 1940 Generalsekretär der Hochkommission in der Levante wurde. Einige Zeit später wurde er jedoch vom Vichy-Regime nach Frankreich zurückbeordert, wo er auf eigenen Antrag 1941 außer Dienst („en disponibilité“) gestellt und danach aktives Mitglied der Résistance wurde.
Im März 1944 wurde er verhaftet, konnte allerdings im Mai 1944 aus der Haft entfliehen und wurde einige Zeit später vom Präsidenten der Provisorischen Regierung, Charles de Gaulle, zum Repräsentanten in Belgien entsandt. Nach dem Ende des Zweiten Weltkrieges wurde er 1945 zunächst Botschafter in Kanada, ehe er 1947 als Botschafter nach Belgien gesandt wurde und dort bis 1952 tätig war.
Am 13. Januar 1952 wurde er Generalresident in Tunesien. In dieser Zeit machten eine unruhige innenpolitische Lage in Frankreich sowie eine wachsende nationalistische Bestrebung in Tunesien dieses Amt zu einem schwierigen Posten. Unmittelbar nach seiner Ankunft und der Verhaftung von 150 Destour-Mitgliedern am 18. Januar begann eine bewaffnete Revolte, während sich die Fronten auf beiden Seiten verhärteten. Die Ermordung des Gewerkschafters Farhat Hached durch die kolonialistische Extremistenorganisation La Main Rouge führte zu Kundgebungen, Unruhen, Streiks und Sabotageaktionen, wobei das Ziel immer mehr die Strukturen der Kolonisation und Regierung wurden. Frankreich mobilisierte 70.000 Soldaten, um die tunesischen Guerilla-Gruppen unter Kontrolle zu bringen. Das Kriegsrecht wurde verhängt.
Nachdem er am 2. September 1953 Tunesien verlassen hatte, trat er seinen letzten diplomatischen Posten als Botschafter in Portugal an und war dort bis zu seinem Tode tätig.
Jean de Hauteclocque wurde mehrfach ausgezeichnet, wurde Großoffizier der Ehrenlegion und erhielt die Médaille de la Résistance.